# 아프리카TV 스타리그
아프리카TV 스타리그(ASL)는 대한민국의 스타크래프트 1 리그이다. 아프리카TV와 콩두컴퍼니가 공동으로 진행하며, 경기는 아프리카TV 등을 통해 송출된다. 최근에는 ASL 시즌17이 진행되고 있다. 예선 2일차가 2024년 2월 4일에 방송되었으며, 와일드카드전 결승전 하이라이트는 2024년 1월 23일에 방송되었다.

## 배경
대한민국의 스타크래프트1 리그는 온게임넷의 스타리그와 MBC게임의 MBC게임 스타리그(MSL)로 진행되고 있었다. 두 리그는 양대리그라 불리며 흥행을 이어가고 있었으나, 새로운 e-스포츠 종목이 탄생함에 따라 스타크래프트1 리그는 위기를 맞았다. 결국 MSL은 2011년 6월 대회를 끝으로 폐지됐고, 스타리그도 2012년 8월을 끝으로 스타크래프트 2 대회로 전환되면서 KeSPA 주관의 스타크래프트1 공식 리그는 모두 종료되었다.
이후 소닉 스타리그 등의 대회에 은퇴한 선수들이 참가하며 명맥을 잇고 있었으나, 소닉 스타리그의 스폰서인 스베누의 경영난 등으로 소닉 스타리그 역시 2015년 9월 대회를 끝으로 문을 닫았다.
2014년 초부터 꾸준히 스타1 관련 리그를 진행하던 콩두컴퍼니는 2015년 10월 VANT36.5 대국민 스타리그를 개최했고, 2016년부터는 아프리카 TV와 손을 잡고 e스포츠 사업을 활성화하여 '아프리카TV 스타리그'(ASL)란 이름으로 대회를 이어오고 있다. 2017년 9월 말부터는 스타크래프트 리마스터로 전환하여 진행되고 있다.

## 역대 대회
VANT36.5 대국민 스타리그
- 결승 : 우승 김정우, 준우승 김택용

아프리카TV 스타리그 시즌1
- 결승 : 우승 김윤중, 준우승 조기석

아프리카TV 스타리그 시즌2
- 결승 : 우승 이영호, 준우승 염보성

아프리카TV 스타리그 시즌3
- 결승 : 우승 이영호, 준우승 이영한

아프리카TV 스타리그 시즌4
- 결승 : 우승 이영호, 준우승 조일장

아프리카TV 스타리그 시즌5
- 결승 : 우승 정윤종, 준우승 장윤철

아프리카TV 스타리그 시즌6
- 결승 : 우승 김정우, 준우승 이영호

아프리카TV 스타리그 시즌7
- 결승 : 우승 김성현, 준우승 변현제

아프리카TV 스타리그 시즌8
- 결승 : 우승 이영호, 준우승 장윤철

아프리카TV 스타리그 시즌9
- 결승 : 우승 김명운, 준우승 이재호

아프리카TV 스타리그 시즌10
- 결승 : 우승 김명운, 준우승 박상현

아프리카TV 스타리그 시즌11
- 결승 : 우승 임홍규, 준우승 변현제

아프리카TV 스타리그 시즌12
- 결승 : 우승 변현제, 준우승 유영진

## 팀 배틀
ASL 시즌2 8강에 오른 8명의 선수를 팀장으로 총 8개 팀, 24명의 선수가 진행하는 단체전이다. 개인전-개인전-2:2-개인전-최종전(개인전)으로 진행되었다.
- 8강전 : 2017년 2월 18일~26일
- 4강전 : 3월 4일~18일
- 결승전 : 3월 19일

## ASL 포인트
- 2017년 4월 3일 아프리카TV는 시즌3부터 24강 조편성을 위한 ASL 포인트를 공개했다. 이전에 치른 ASL 성적을 바탕으로 포인트를 계산해 사용된다.

## 중계진
- 박상현, 이승원, 임성춘